# Trichoferus pallidus
L'Hespérophane pâle
Espèce
Trichoferus pallidus  est une espèce d'insectes coléoptères de la famille des Cerambycidae, de la sous-famille des Cerambycinae, de la tribu des Hesperophanini et du genre Trichoferus.

## Morphologie
Tête, thorax et antennes brun rouge, les pattes plus claires. Élytres jaunâtres avec la suture et une bande arquée de pilosité blonde bordée en arrière par une bande brun noir.
- Longueur : 14 - 21 mm.

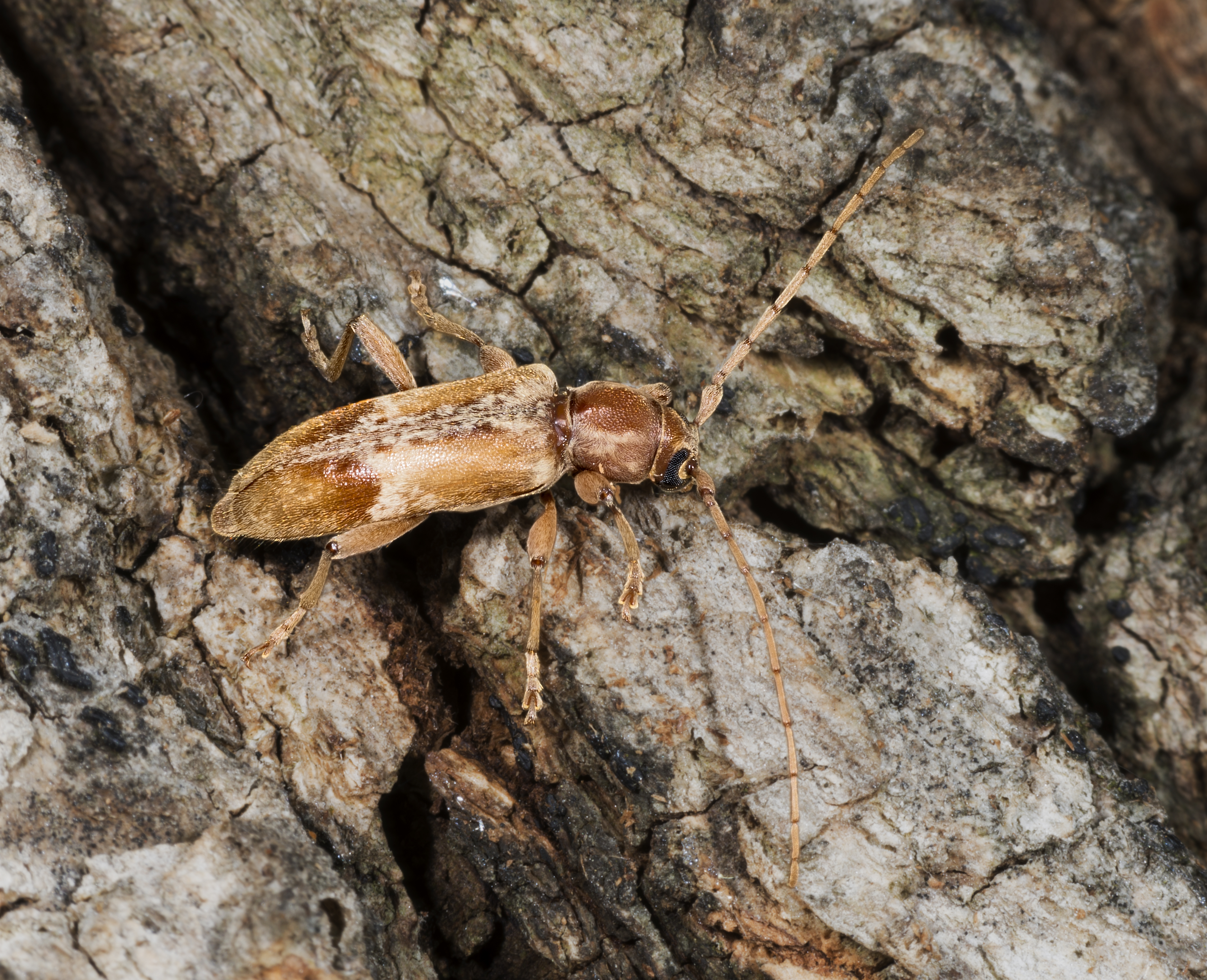
La nuit sur une branche de chêne
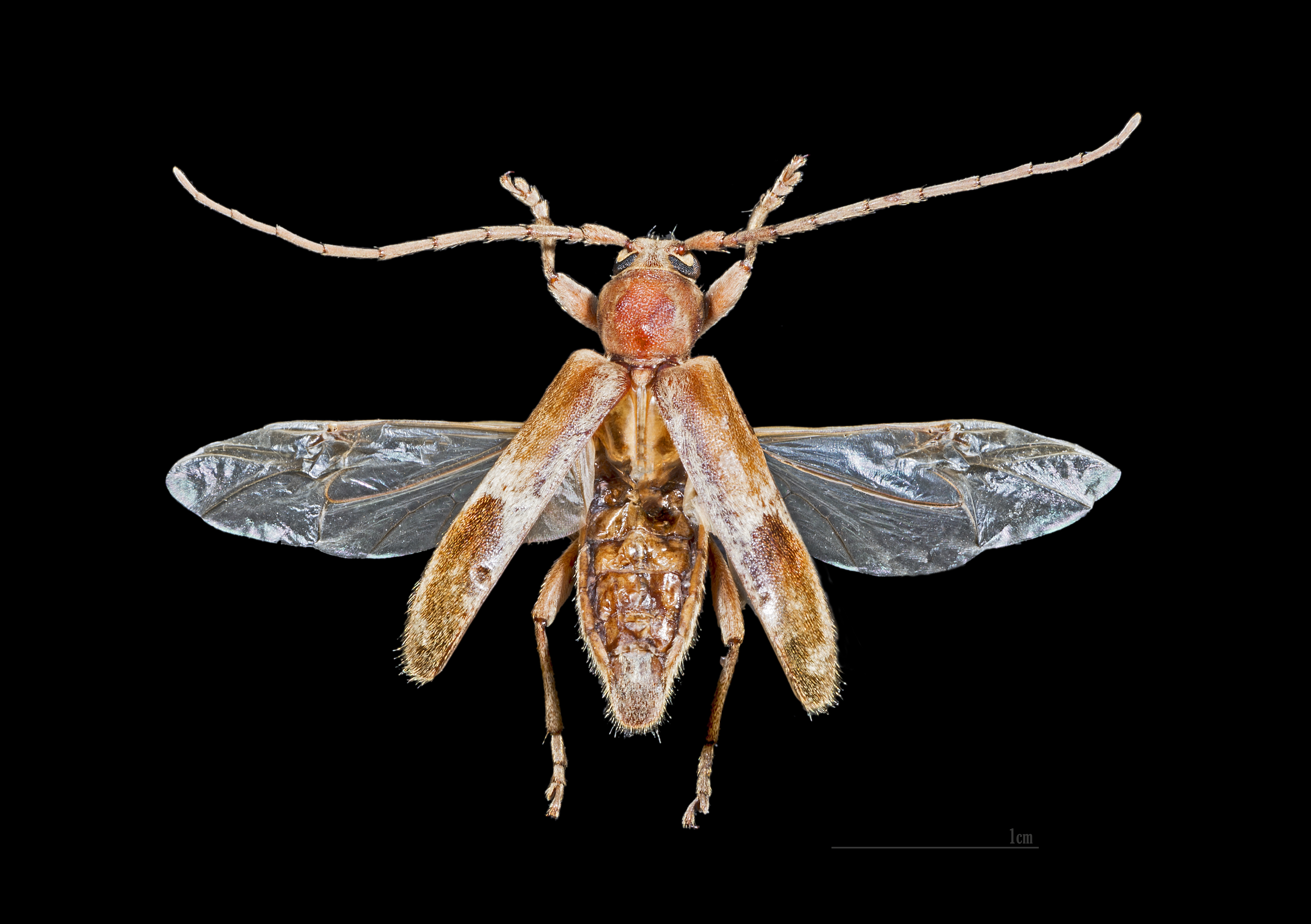
Ailes déployées

## Biologie
Vole au crépuscule autour des grosses branches  mortes des chênes et court sur les troncs la nuit close. Vient aux lumières.

### Époque d'observation
De juillet à août pour l'imago.

## Répartition et habitat

### Répartition
Europe centrale et méridionale. En France l'espèce est répandue partout mais reste localisée. Plus rare dans le Midi que dans le Nord.

### Habitat
Larve dans bois sec des chênes, rarement dans le tilleul et le hêtre.

## Systématique
- L'espèce  a été décrite par l'entomologiste français Guillaume-Antoine Olivier, en 1790, sous le nom initial de Callidium pallidum [1].
- La localité type est l'Italie.

### Synonymie
- Callidium pallidum Olivier, 1790 Protonyme
- Callidium mixtum Fabricius, 1798
- Hesperophanes pallidus (Olivier) Mulsant, 1839
- Hesperophanes sexmaculatus Companyo 1858

### Nom vernaculaire
- L'Hespérophane pâle

### Article lié
- Cerambycinae